# Анализ сырой нефти
Анализ сырой нефти является химической оценкой сырой нефти испытательными нефтяными лабораториями. Каждый тип сырой нефти имеет уникальные молекулярные и химические характеристики. Нет двух одинаковых типов сырой нефти, и есть существенные различия в качестве сырой нефти. Тестирование сырой нефти даёт возможность получить подробные данные анализа углеводородов для нефтеперерабатывающих предприятий, трейдеров и производителей нефти. Данные анализа помогают нефтеперерабатывающим заводам определить, является ли сырое сырье совместимым с конкретным нефтеперерабатывающим завод, может ли сырая нефть вызвать проблемы при переработке, какого качества получится продукт переработки производством, какие могут возникнуть экологические и другие проблемы.
Анализ может быть выборочным или комплексным. Испытания могут включать определение характеристик сырой нефти целиком или анализ различных фракций, полученных в результате физической или имитированной перегонки различными методами. Информация, полученная в результате анализа нефти, используется для детального проектирования нефтеперерабатывающего завода и маркетинга клиентов. Данные анализа исходного сырья являются важным инструментом в процессе переработки.